# Kloster Oberroning

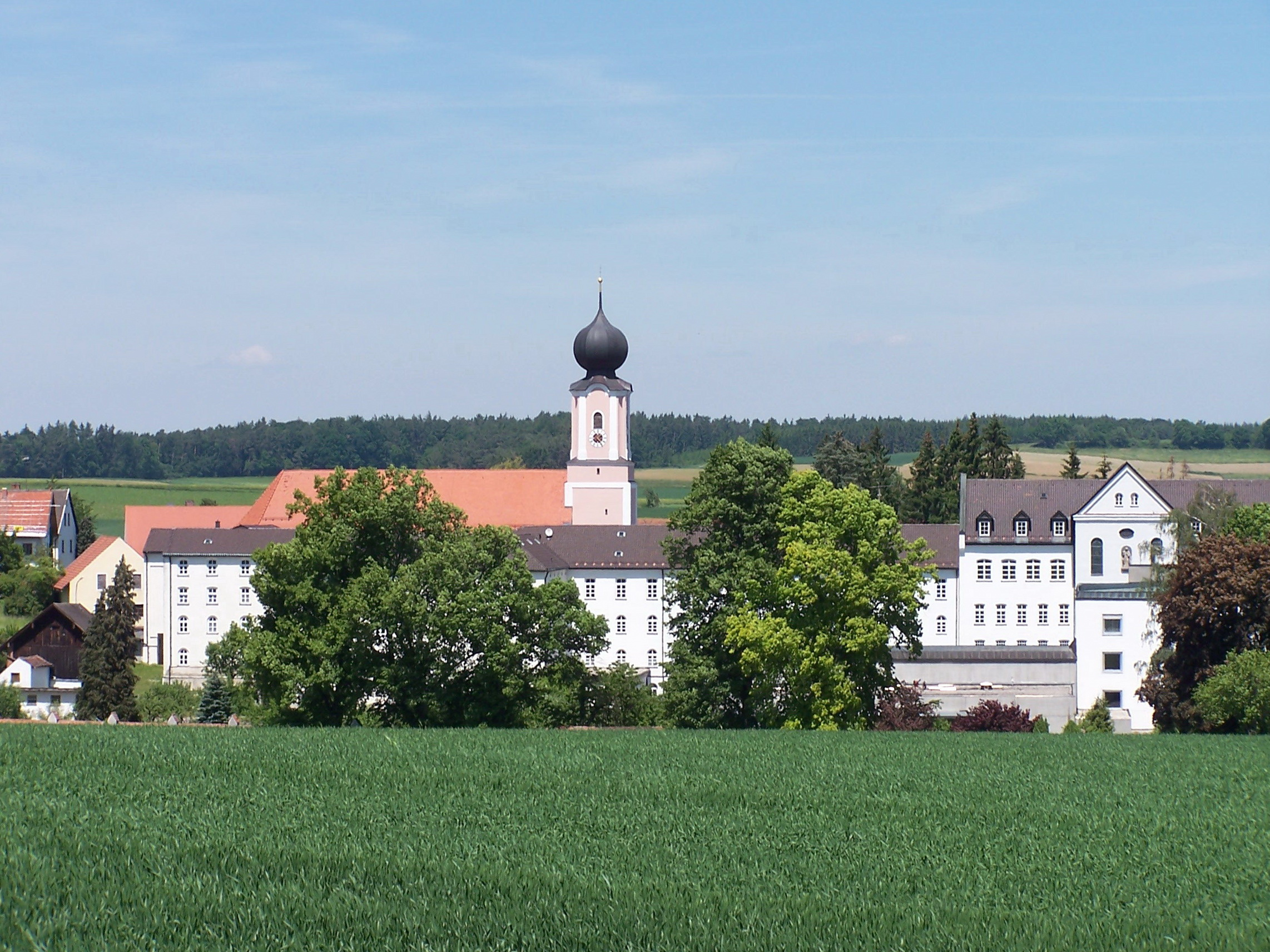
Blick auf das ehm. Salesianerinnenkloster

Das Kloster Oberroning vom Orden von der Heimsuchung Mariens ist ein ehemaliges Kloster der Salesianerinnen in Oberroning (einem Ortsteil der Stadt Rottenburg an der Laaber) in Bayern. Das Gebäude wird weiterhin als Mittel- und Realschule von der Schulstiftung der Diözese Regensburg weiter betrieben, deren Gründerinnen ursprünglich die Salesianerinnen waren. Die Expositurkirche Mariä Himmelfahrt war bis zur Auflösung des Klosters zugleich Klosterkirche.

## Geschichte
Das Kloster Oberroning wurde im Jahr 1838 als Anbetungskloster durch den Ortsgeistlichen Johann Baptist Gahr gegründet. 1848 erfolgte die Eröffnung einer Mädchen-Volksschule und eines Internates. 1863 schlossen sich die Schwestern dem Orden von der Heimsuchung Mariens an. Das Klostergebäude mit Schule und Internat wurde später großzügig erweitert. 1895 wurde eine Lehrerinnenbildungsanstalt, 1911 eine Höhere Mädchenschule eröffnet. 1943 wurde das Kloster in ein Lazarett mit Einsatz der Schwestern umgestaltet. 1946 erfolgte die Wiedereröffnung der Schule. Das Kloster betrieb eine Mittelschule und (seit 2002 eine sechsstufige) Realschule mit Ganztagesbetreuung. 2015 verließen nach 177 Jahren die letzten drei Salesianerinnen das Kloster und gingen nach Bad Adelholzen. Die beiden kirchlichen Schulen werden von der Schulstiftung der Diözese Regensburg weiter betrieben.

## Denkmalschutz
Das Kloster steht unter Denkmalschutz (Akten-Nr. D-2-74-176-45). Die Baubeschreibung des Bayerischen Landesamtes für Denkmalpflege lautet:

„Ehmaliges Kloster der Salesianerinnen mit Schule
umfangreicher Gebäudekomplex mit viergeschossigen Satteldachbauten um zwei Innenhöfe und als Längstrakte nach Osten, erbaut 1839–45, erweitert 1862–64, um Internatsanbau erweitert 1862–64, Aufstockung 1893, nochmalige Erweiterung mit prägendem Umbau in Jugendstilformen 1907;
Einfriedung, verputzte Mauer.“